# Temple
Pour les articles homonymes, voir Temple (homonymie).
 (décembre 2014).
Si vous disposez d'ouvrages ou d'articles de référence ou si vous connaissez des sites web de qualité traitant du thème abordé ici, merci de compléter l'article en donnant les références utiles à sa vérifiabilité et en les liant à la section « Notes et références ».
Un temple est à l'origine un lieu, un espace sacré placé sous la protection d'une ou de plusieurs divinités, et où un rite est pratiqué. Par extension, un temple est un édifice religieux où se célèbre le culte rendu à une divinité.
Outre ce sens qu'il conserve actuellement, c'est aussi le terme fréquemment utilisé en français pour désigner les lieux de culte protestants.
Enfin, il peut aussi désigner le lieu de réunion d'une loge maçonnique (temple maçonnique).
Affecté d'une majuscule, le terme « Temple » désigne aussi :
- le Temple juif de Jérusalem ;
- l'ordre du Temple, les Templiers et les lieux qui leur sont associés : le quartier du Temple à Paris, la tour du Temple, etc.[1].

## Lexicographie

### Antiquité
Dans le contexte de l'Antiquité (temple égyptien, temple grec, temple romain, Temple juif de Jérusalem…), le temple désigne un édifice sacré où réside une divinité et où un corps sacerdotal (prêtres, vestales…) exercent un culte envers elle. On y trouve en général une statue de la divinité et parfois un trésor. Ces temples ne sont pas nécessairement des lieux de rassemblement pour les fidèles.

### Protestantisme
Au sens le plus courant en francophonie européenne aujourd'hui, un temple est un édifice religieux ou un lieu de culte régulier des protestants des Églises réformées,.
Cet usage du mot temple est dû au réformateur Jean Calvin qui entendait réserver le mot d'église au sens de l'assemblée des chrétiens, sens biblique du mot grec ἐκκλησία / ekklêsía, couramment traduit par Église, et utiliser un terme spécifique pour l'édifice religieux, pour lequel il n'y avait pas de terme biblique. Ce mot a été une occasion pour des protestants de marquer leur différence par rapport aux catholiques.
Le glissement du mot « église », de son sens originel d'assemblée à celui pour désigner le bâtiment est, justement à cause de l'absence de terme biblique, très ancien. Il se trouve déjà dans les écrits de Tertullien, entre les années 193 et 220, et de Cyprien de Carthage, entre 240 et 258). Ce mot d'église, généralisé en français et dans les langues latines, est resté largement employé en dehors du calvinisme français, notamment chez les luthériens d'Alsace et de Moselle, en Suisse et au Canada.

### Autres religions
Le mot « temple » désigne aussi les sanctuaires dans de nombreuses religions :
- hindouisme ;
- bouddhisme ;
- shintoïsme ;
- religions d'Amérique latine (temple maya, temple inca…)[1] ;
- mormonisme, chez qui le Temple est littéralement la maison du Seigneur ;
- antoinisme, culte qui compte 62 temples en France et en Belgique.

### Franc-maçonnerie
Les Francs-maçons ont retenu le terme de temple pour désigner le lieu de leurs réunions.

### Temples laïcs
Sous la Révolution française, de nombreuses églises ont été temporairement laïcisées et dédiées à des allégories civiques et laïques auxquelles les autorités entendaient faire rendre un culte afin de combattre l'influence de l’Église catholique : il y eut donc des « temples de la raison », « temples de la Liberté », etc.. La cathédrale de Strasbourg devenue temple de la Raison est par exemple à cette époque coiffée d'un bonnet phrygien en tôle (symbole révolutionnaire qui détourne les plus excités de l'idée d'abattre la flèche de la cathédrale).

### Sens figurés
- Surtout utilisé dans une langue soutenue, dans des textes littéraires, le terme de temple désigne :
  - soit tout lieu ou édifice dédié à quelque chose de particulier (temple de la débauche, temple de la fortune…)
  - soit un lieu privilégié réservé à une élite initiée telle que des amateurs d'art, des gastronomes ou des sportifs de haut niveau (le temple de la gastronomie, le temple du judo…)[1]
- En référence aux écrits de l'apôtre Paul (1 Cor. 3 et 2 Cor. 16), le corps humain est parfois appelé le temple de l'Esprit Saint[1].

### Terme dérivé
Un tempietto (« petit temple » en italien) est un petit temple à l'antique de la Renaissance reprenant le principe de la tholos grecque.

### Noms propres
Le Temple, désigne :
- le Temple de Jérusalem, ou premier Temple, qui aurait été édifié par Salomon au Xe siècle av. J.-C., et détruit par les Babyloniens en -586, et dont il ne reste aucun vestige ; le second Temple, rebâti vers -536, rénové par Hérode le Grand puis détruit par Titus en l'an 70, et dont il ne reste qu'une partie de la muraille d'enceinte, notamment le mur de 57 mètres que les Juifs appellent le Mur occidental (connu également sous le nom de Mur des Lamentations) ;
- l'ordre du Temple ou ordre des Templiers, ordre religieux militaire fondé au XIIe siècle à Jérusalem pour la défense des Lieux saints ;
- à Paris, la Tour du Temple, reste d'un ancien monastère qui servit de prison à Louis XVI et où mourut son jeune fils Louis ; par métonymie, le quartier du Temple, situé dans le 3e arrondissement, où se trouve notamment le Carreau du Temple.
- Les villages ayant Temple dans leur nom font généralement référence à un ancien établissement des Templiers[1].

## Synonymes
On emploie des termes spécifiques pour les lieux de culte d'autres religions : l'église ou la chapelle (catholiques, protestants, et orthodoxes), la mosquée (musulmans), la synagogue (juifs), la pagode (religions d'Extrême-Orient).

## Étymologie
Templum vient de la racine indo-européenne [tm], qui veut dire découper, opérer une césure.
Dans le monde romain, le templum, apport de la culture étrusque, est l'espace séparé du reste du monde. Il s'agit d'un espace découpé dans le ciel à l'aide des auspices, que les prêtres ont retranscrit sur le sol ; il s'agit alors d'un terrain sacré, inviolable, qui englobe également le bâtiment du culte construit dessus.

## Différents types de temple

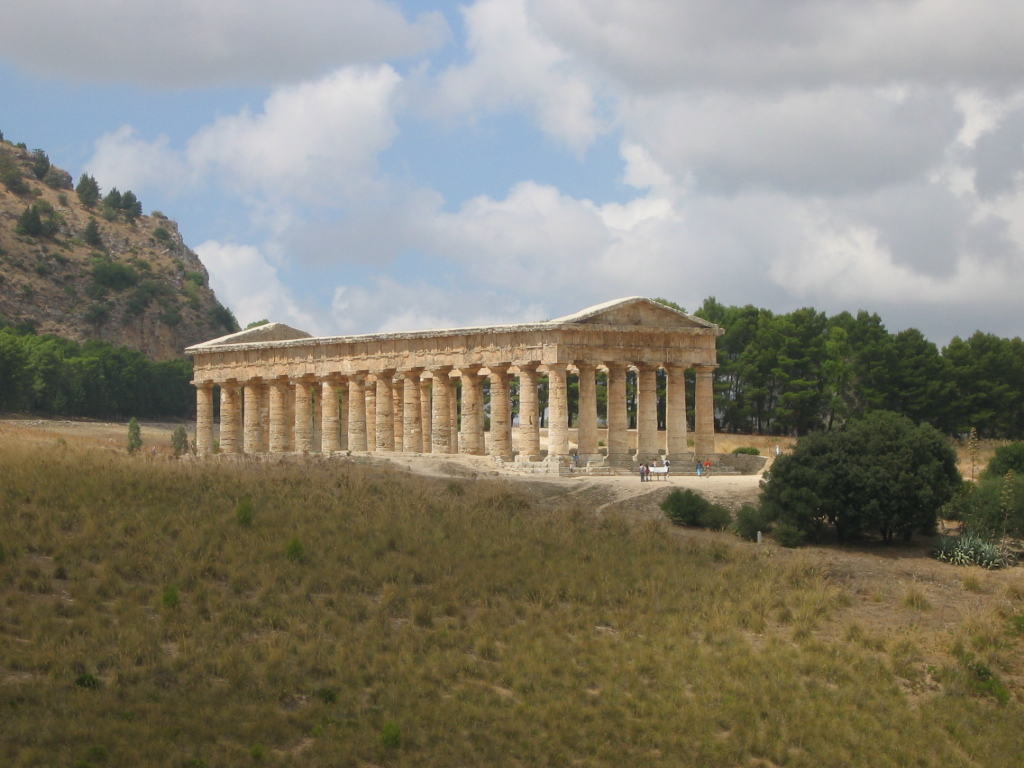
Temple grec dorique de Ségeste en Sicile.

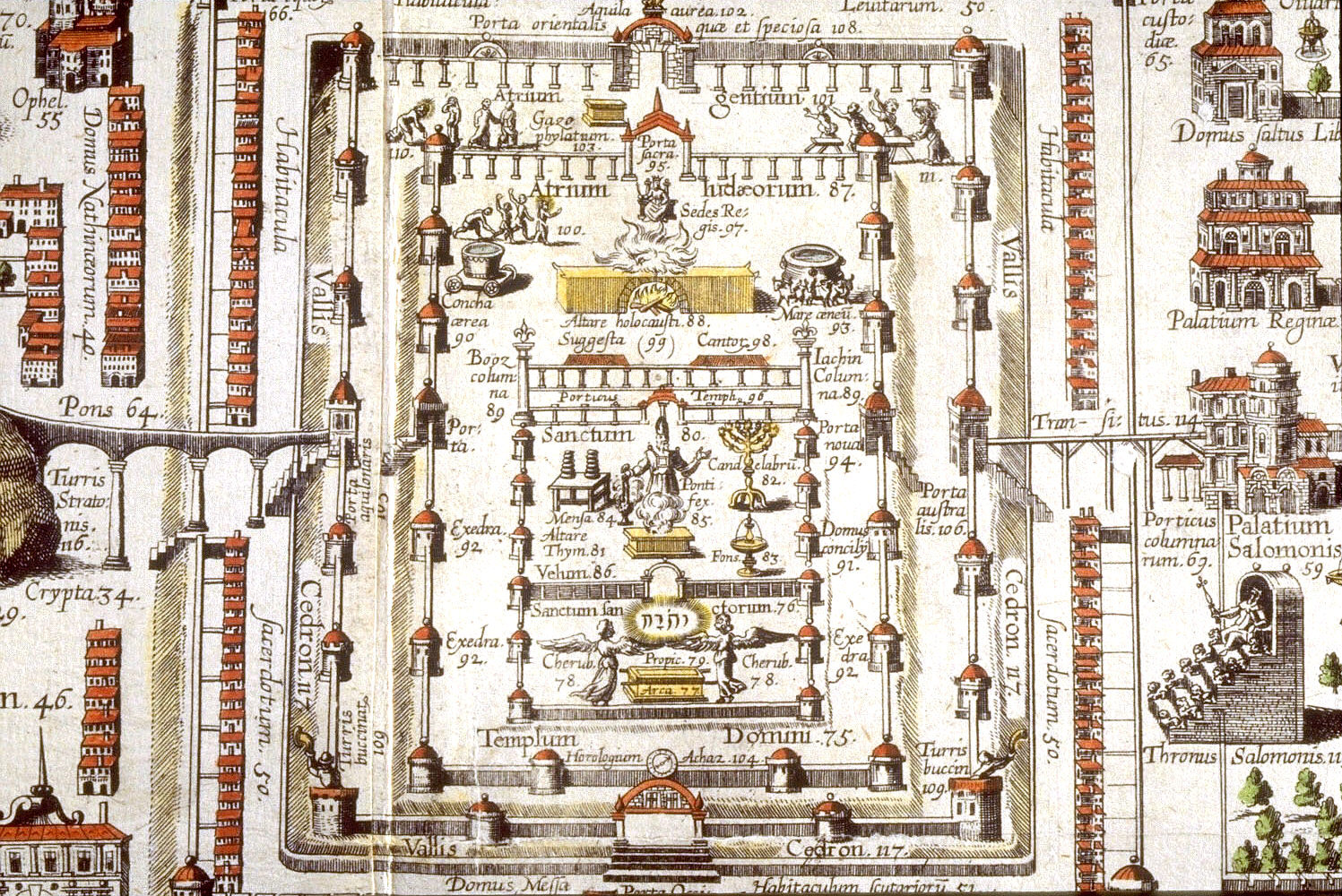
Représentation du temple de Salomon.

- Le temple de Göbekli Tepe, plus ancien exemple répertorié d'architecture monumentale.
- Le temple d'Ain Dara en Syrie.
- Certaines pyramides précolombiennes ou d'Égypte.
- les temples romains.
- Le temple d'Amon à Karnak.
- Les temples d'Angkor, au Cambodge.
- Le temple de Borobudur dans l'île de Java en Indonésie.
- Le temple de la Mahabodhi, à Bodhgayâ en Inde, est situé sur le lieu où Siddhartha Gautama, le Bouddha historique, atteignit l’éveil.
- Le Bouddhaun, édifice situé là où sont célébrés les rites du bouddhisme.
- Le Parthénon, à Athènes (voir Temple grec).
- Le temple d'Artémis à Éphèse, l'une des Sept Merveilles du monde antique.
- Le Panthéon de Rome, le temple de tous les dieux ; le Panthéon de Paris, l'ancienne église Sainte-Geneviève transformée sous la Révolution en Temple de la Raison.
- Le temple du Soleil à Machu Picchu, qui a donné son nom à un album de Tintin.
- Les temples grecs de Sicile sont parmi les mieux conservés :
  - la vallée des Temples à Agrigente : temples d'Héraclès, d'Héra, de la Concorde, de Castor et Pollux ;
  - Ségeste ;
  - Sélinonte : temple E ;
  - les temples grecs de Syracuse : temples d'Athéna, d'Apollon, de Zeus.
- le temple de Salomon.
- Les temples taoïstes sont des édifices religieux consacré au taoïsme, parfois également au bouddhisme, principalement en Chine ;
- Samye : 1er temple du Tibet (VIIIe siècle).

## Temples en France
- la Maison Carrée à Nîmes

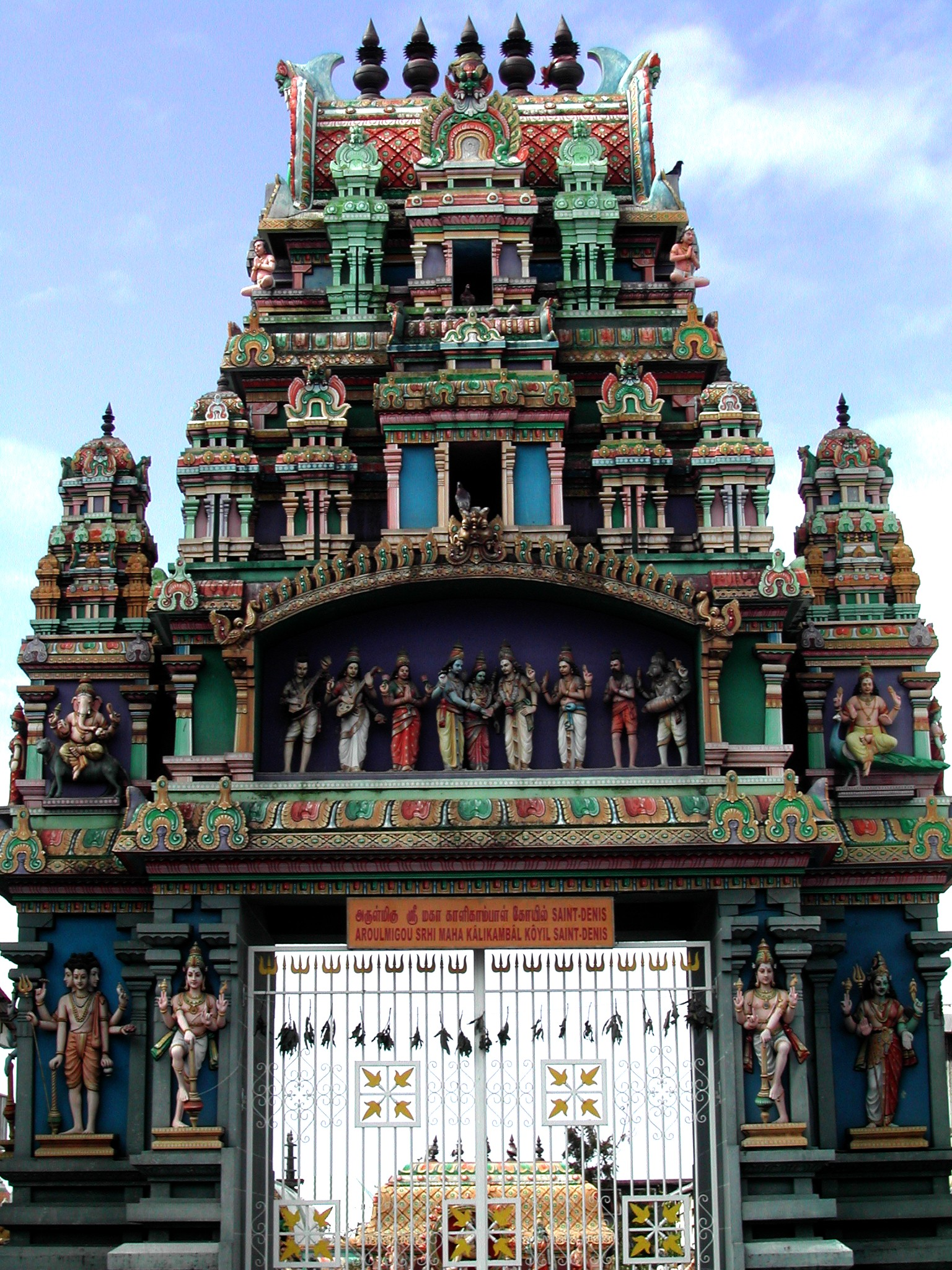
Temple hindou de la communauté tamoule de Saint-Denis de La Réunion (Sapel Malbar en créole, Kovil en Tamoul).

- le Temple d'Auguste et de Livie à Vienne

Au sens premier de l'espace sacré où se déroule un rituel, le site de la « pierre aux neuf gradins » à Soubrebost (Creuse) est intéressant à considérer. Probablement consacré à un culte celte, gaulois, de nature solaire, on ne sait pas si des sacrifices humains y ont été réellement effectués comme certaines analyses le laissent supposer.
Un projet de construction d'un Temple pour la Paix par la congrégation Vajradhara-Ling en Normandie. Ce Temple sera une réplique de celui de Samye, premier temple construit au Tibet, fondé par Padmasambhava au VIIIe siècle.
Il existe de nombreux lieux de méditation liés à un saint hindou et de nombreux temples hindous en France, dans les départements d'outre-mer, à Paris et sa région. Le temple du Seigneur Ganesha à Paris 18e, est bien connu pour sa procession annuelle très colorée.